# Лама (коммуна)
Лама (фр. Lama, корс. Lama) — коммуна во Франции, находится в регионе Корсика. Департамент коммуны — Верхняя Корсика. Входит в состав кантона Верхний Неббио. Округ коммуны — Бастия.
Код INSEE коммуны — 2B136.

## Население
Население коммуны на 2008 год составляло 176 человек.
| 1962 | 1968 | 1975 | 1982 | 1990 | 1999 | 2008 |
| ---- | ---- | ---- | ---- | ---- | ---- | ---- |
| 225  | 237  | 174  | 120  | 98   | 130  | 176  |

## Экономика
В 2007 году среди 99 человек в трудоспособном возрасте (15—64 лет) 66 были экономически активными, 33 — неактивными (показатель активности — 66,7 %, в 1999 году было 56,2 %). Из 66 активных работали 60 человек (36 мужчин и 24 женщины), безработных было 6 (2 мужчины и 4 женщины). Среди 33 неактивных 8 человек были учащимися или студентами, 18 — пенсионерами, 7 были неактивными по другим причинам.

## Фотогалерея
- Лама
- Церковь Saint-Laurent
- Лама